# Feston

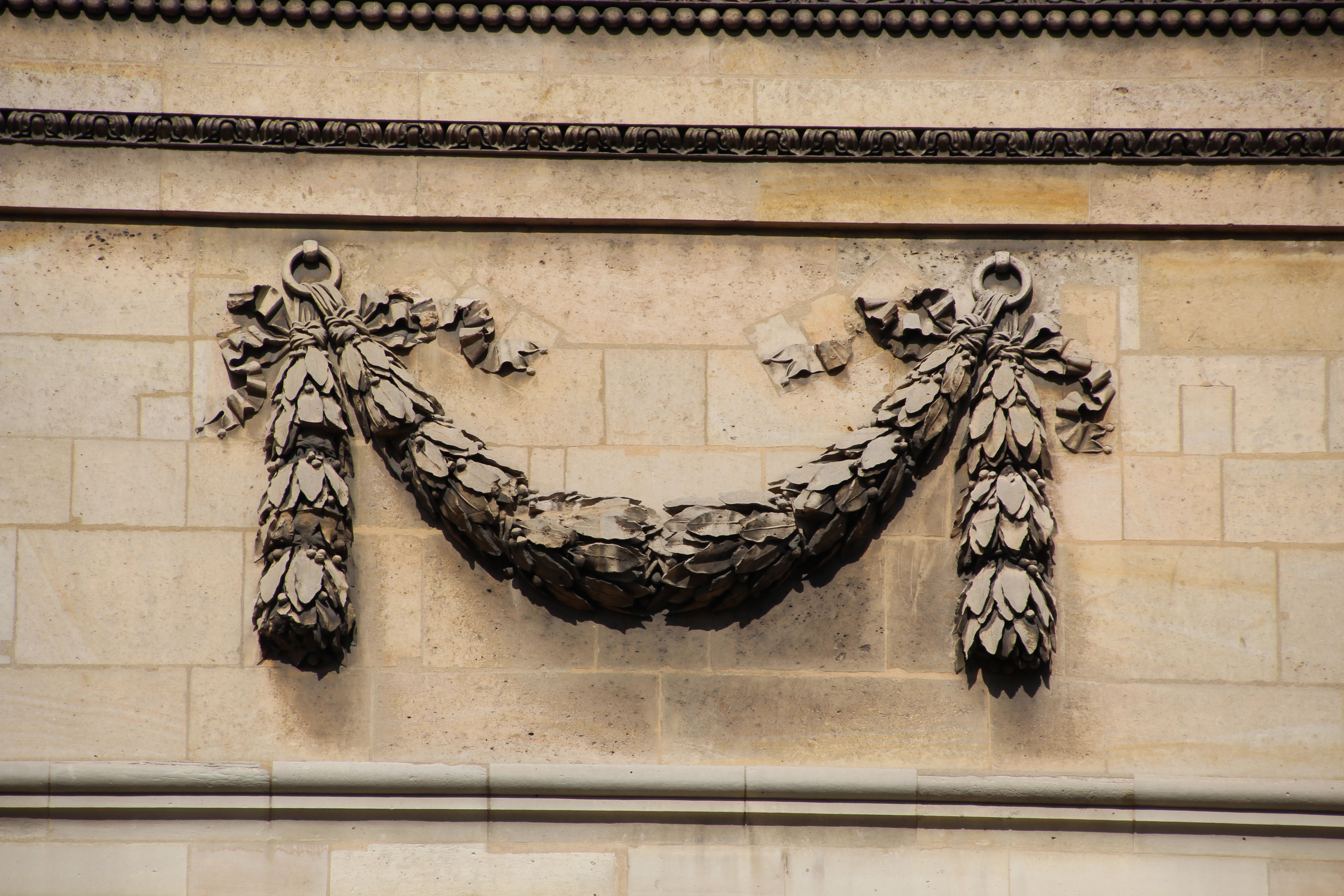
Feston arhitectural de pe Panthéonul din Paris

Un feston (plural festoane; de la francezul feston, italianul festone, de la latinescul târziu festo, la origine o ghirlandă sărbătorească) e o ghirlandă care atârnă din două puncte, iar în arhitectură, de obicei, un ornament sculptat înfățișând aranjamente de flori, frunze sau fructe legate între ele și suspendate de panglici.  Motivul este uneori cunoscut în engleză sub numele de „swag” atunci când înfățișează o țesătură, care în română se cheamă „feston de draperie”.
În engleza modernă, formele verbale, în special „festooned with”, sunt adesea folosite foarte vag sau la figurat pentru a însemna orice tip de decorare sau acoperire de lux.

## Origini și design
Originea sa se datorează probabil reprezentării în piatră a ghirlandelor de flori naturale, etc., care erau agățate deasupra ușilor și intrărilor în zilele de sărbătoare sau suspendate în jurul altarelor. 
Designul a fost folosit în mare parte atât de grecii antici cât și de romani și a format decorația principală a altarelor, frizelor și panourilor decorative. Motivul a fost mai târziu folosit atât în arhitectura renascentistă, barocă și  neoclasică, cât și în arta decorativă, în special la argintărie, mobilă și ceramică. Variațiile privind designul exact sunt abundente; de exemplu, panglicile pot să fie suspendate fie de un nod decorat, fie ținute în guri de lei, fie suspendate de bucranii.

## Galerie

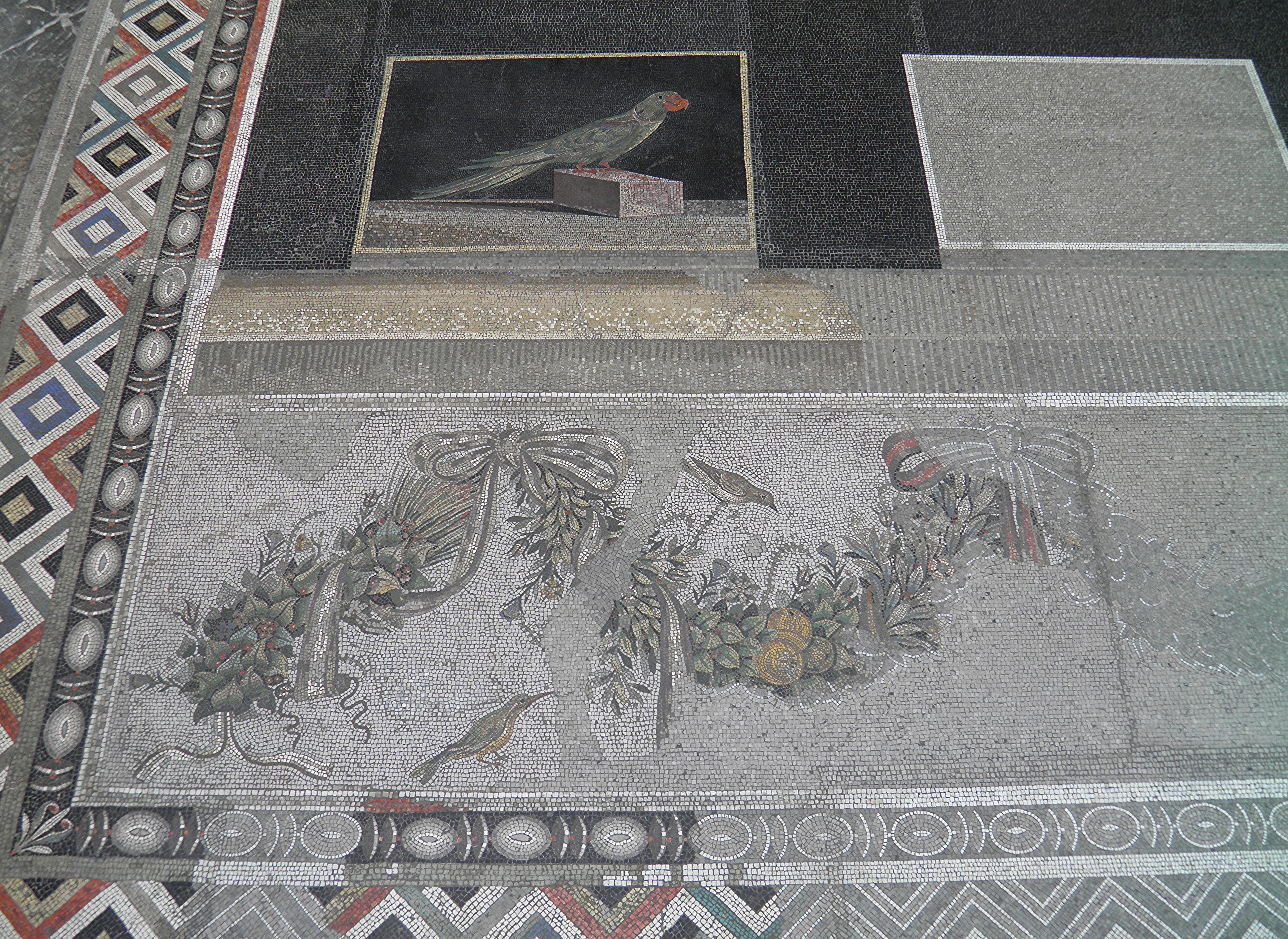
Detaliu al unui mozaic elenistic din secolul al II-lea î.Hr., în Muzeul Pergamon (Berlin, Germania)
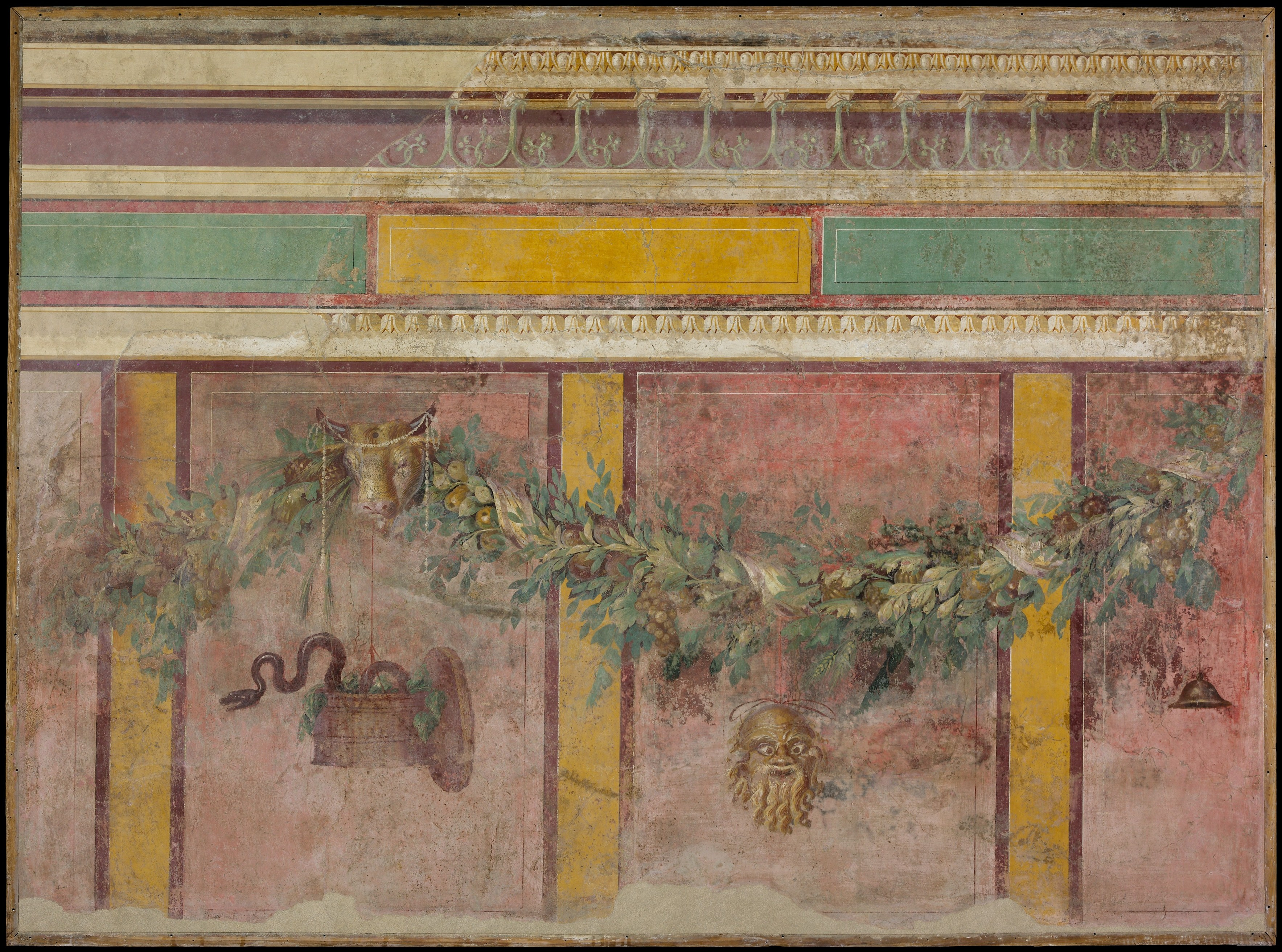
Frescă trompe l'œil dintr-o vilă romană, cu festoane și bucranii, circa 50-40 î.Hr., în Muzeul Metropolitan de Artă (New York City)
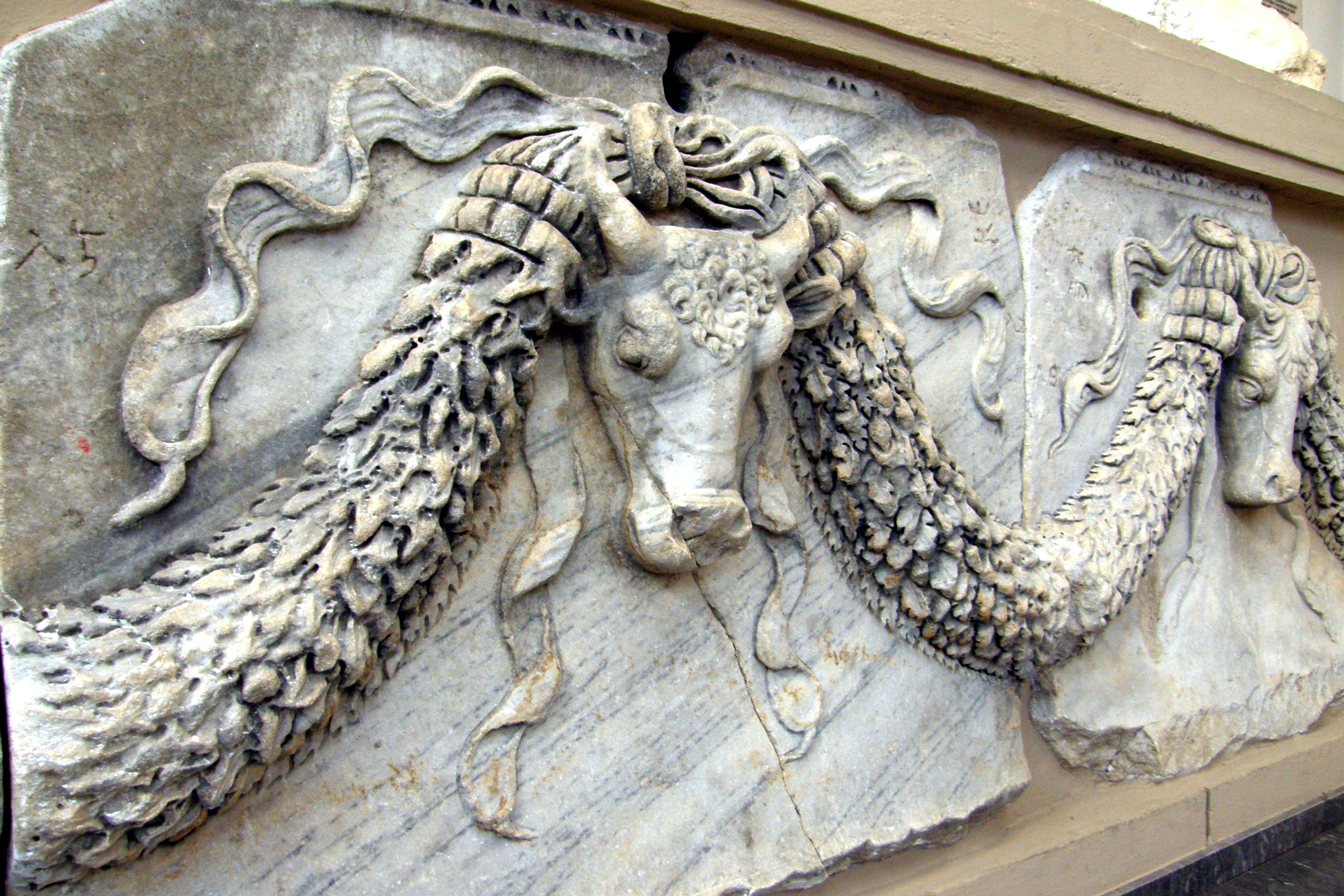
Friză cu festoane și bucranii, în Muzeul Arheologic Efes (Selçuk, Turcia)
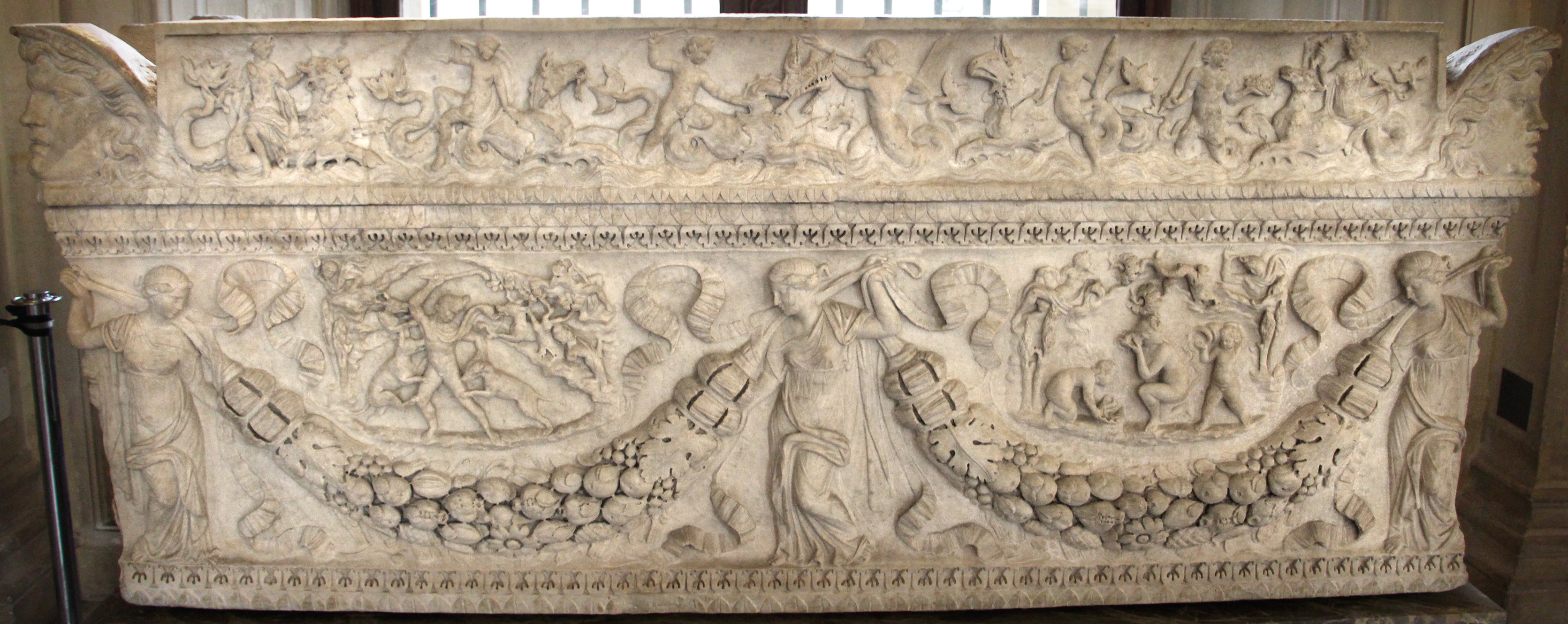
Sarcofag roman cu două festoane, circa 130-125 î.Hr., în Luvru
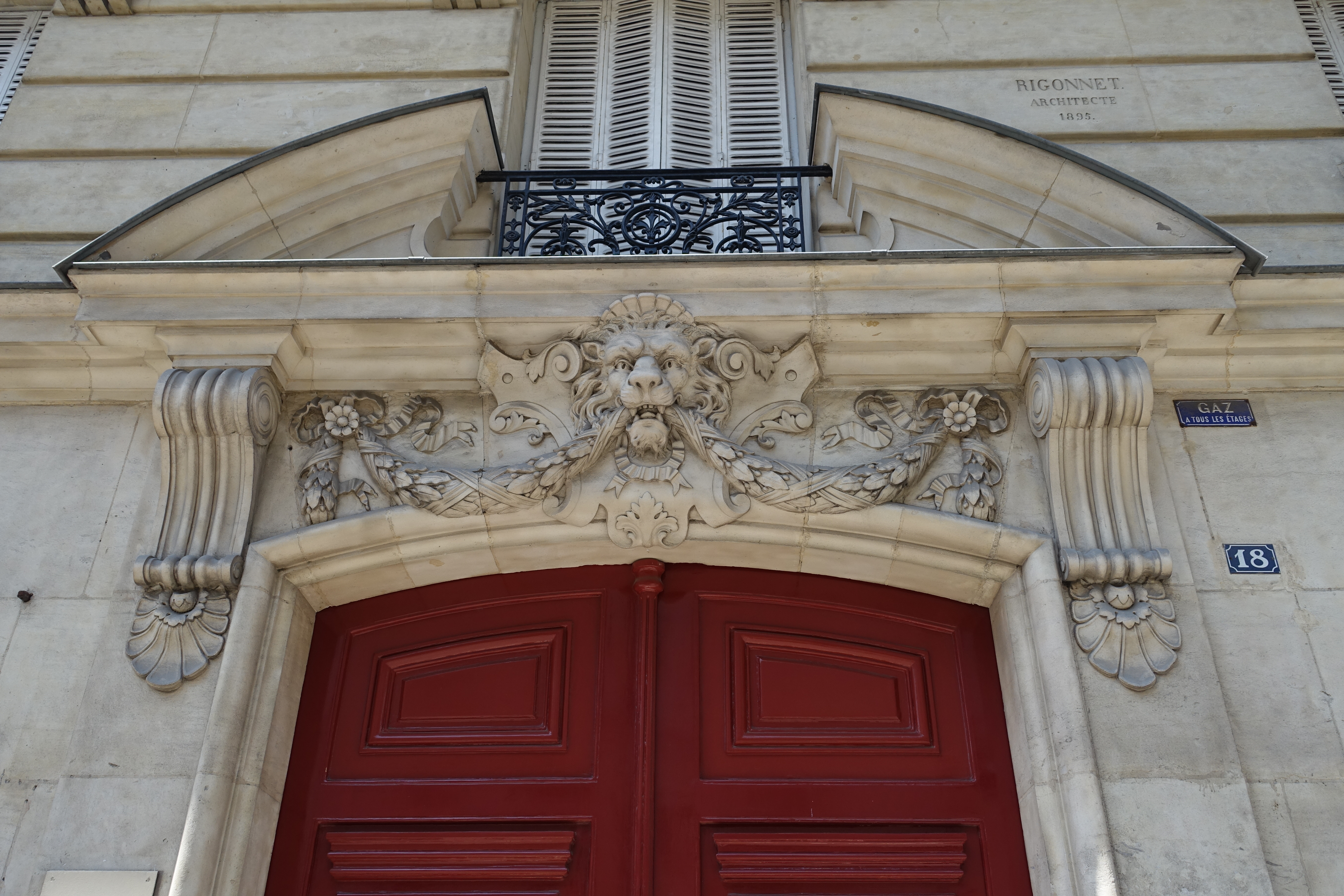
Pereche de festoane ținute de un leu în gură, deasupra unei uși din Paris
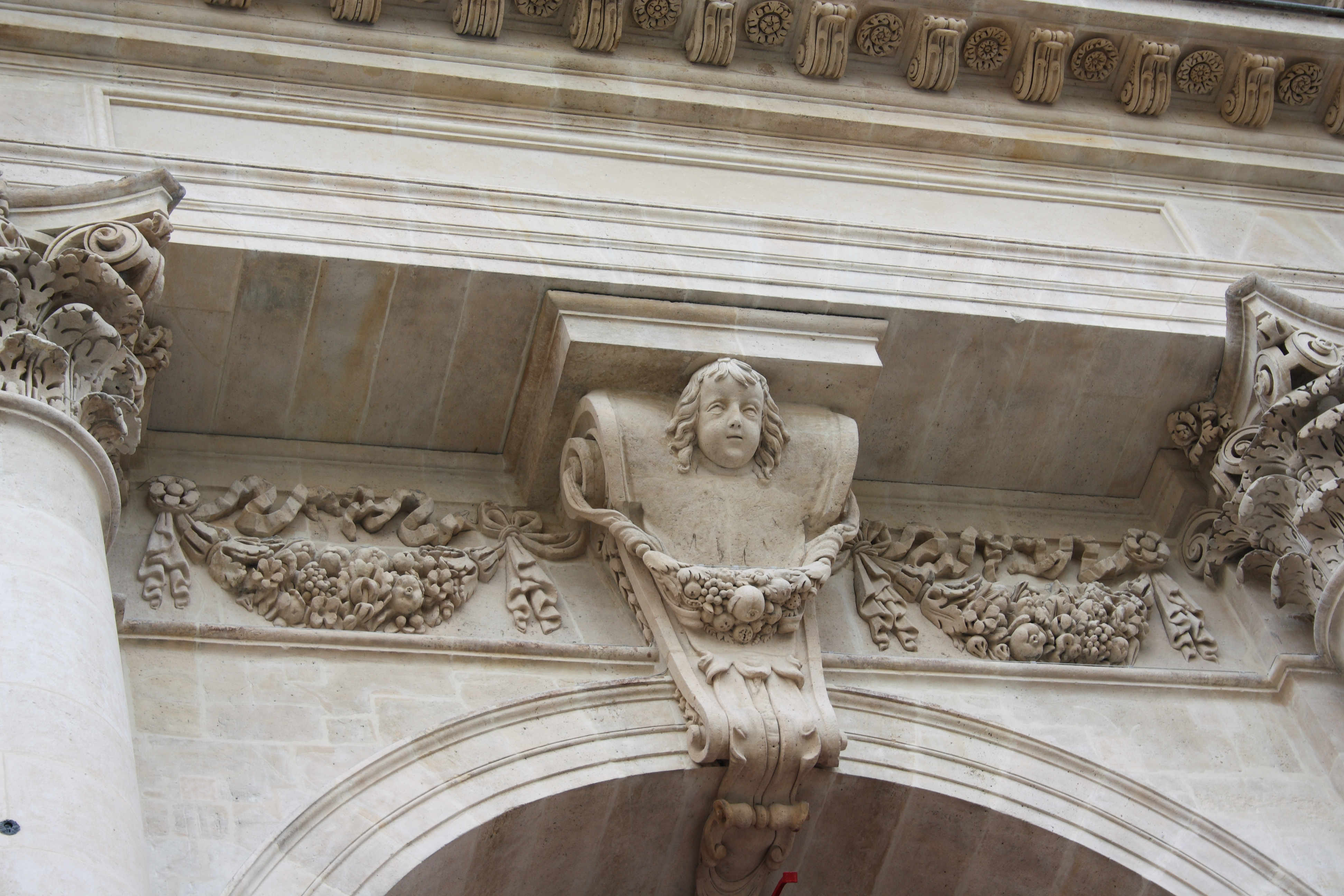
Pereche de festoane la intrarea unei biserici baroce (Église Saint-Paul-Saint-Louis) din Paris
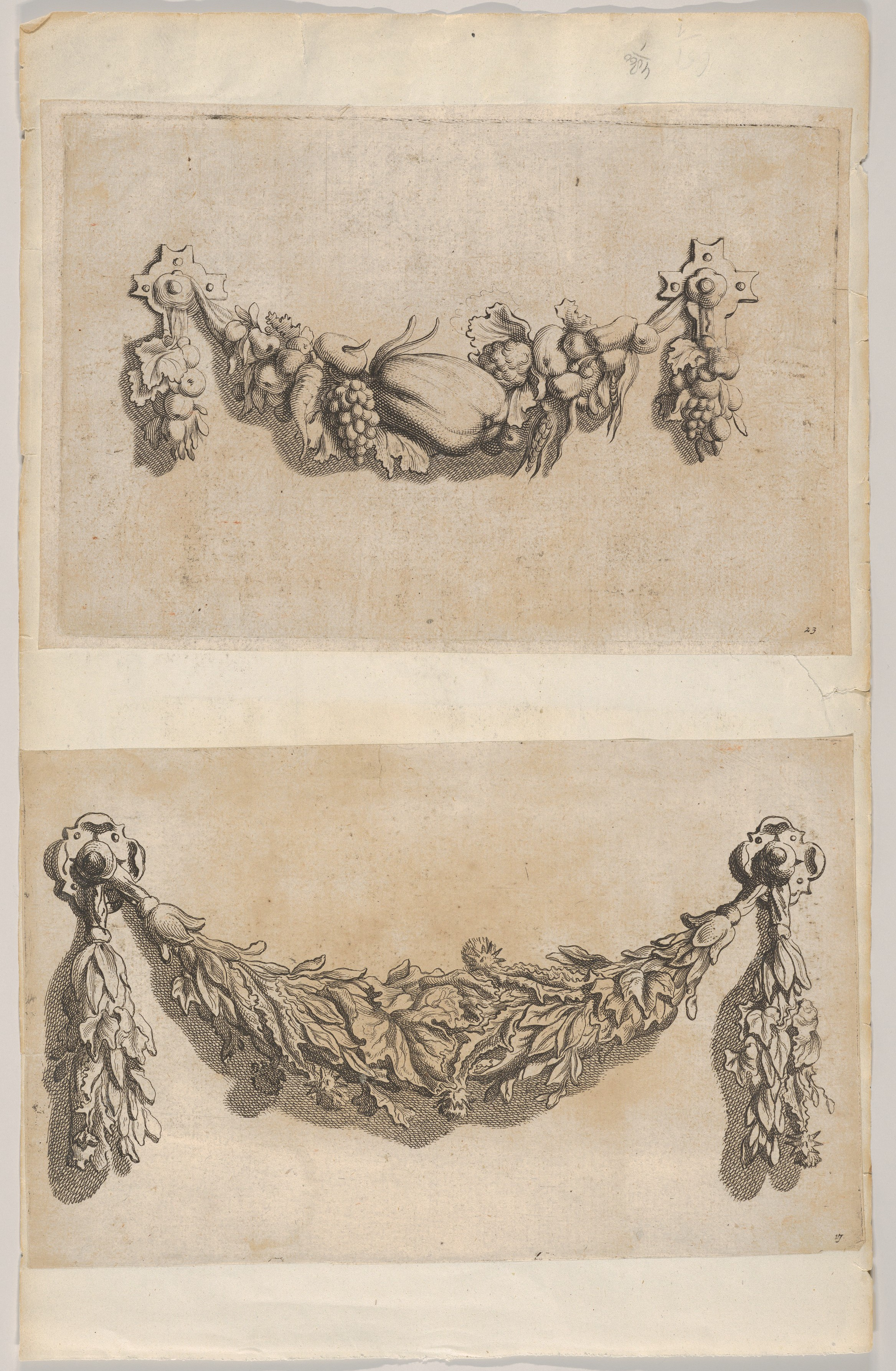
Două gravuri cu două designuri de festoane, din 1694, în Muzeul Metropolitan de Artă
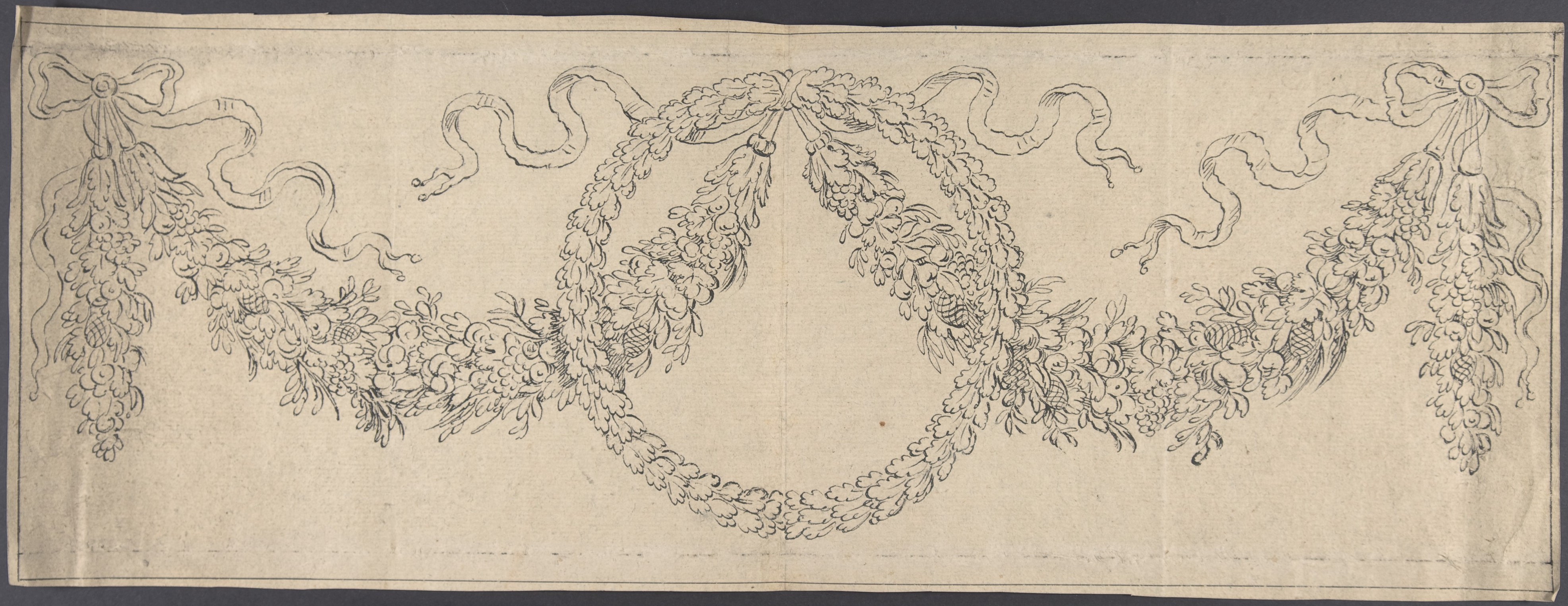
Design de friză cu o cunună și două festoane, din secolul al XVIII-lea, în Muzeul Metropolitan de Artă
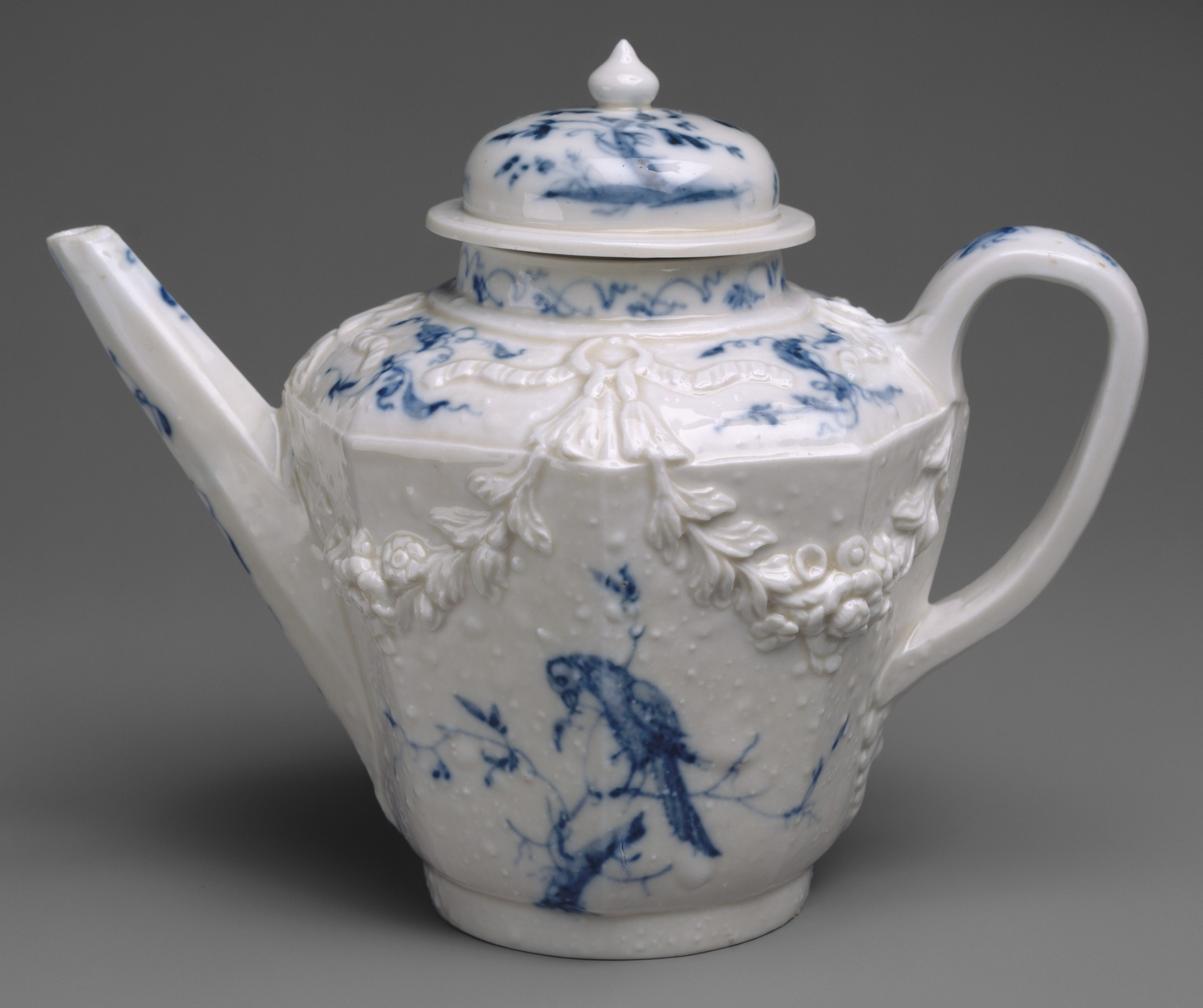
Ceainic de porțelan cu niște reliefuri cu festoane, 1720–1727, în Muzeul Metropolitan de Artă
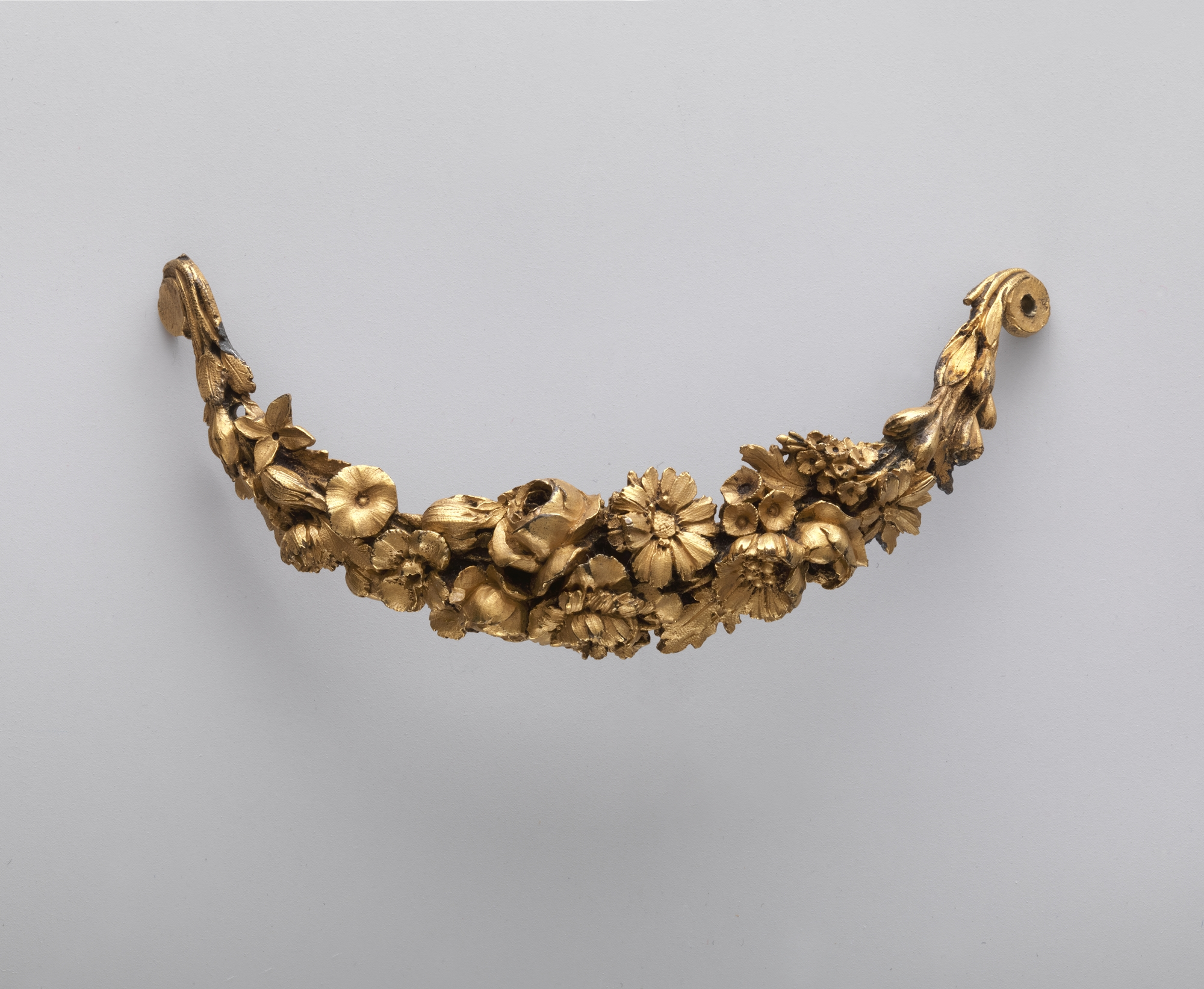
Feston francez de bronz aurit, secolul al XVIII-lea, în Muzeul Metropolitan de Artă
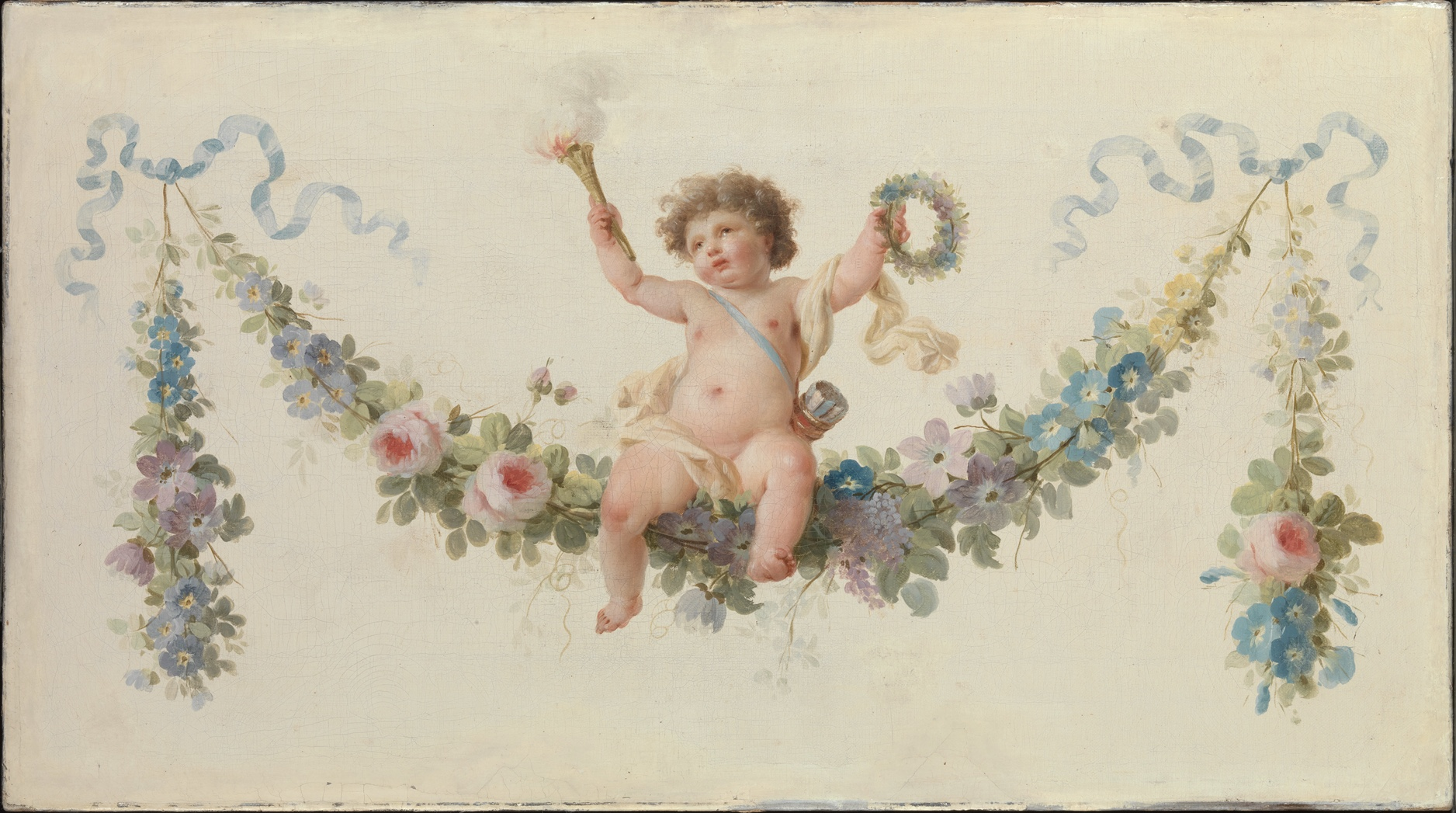
Cupidon stând pe un feston făcut din flori, circa 1770-1790, în Muzeul Metropolitan de Artă
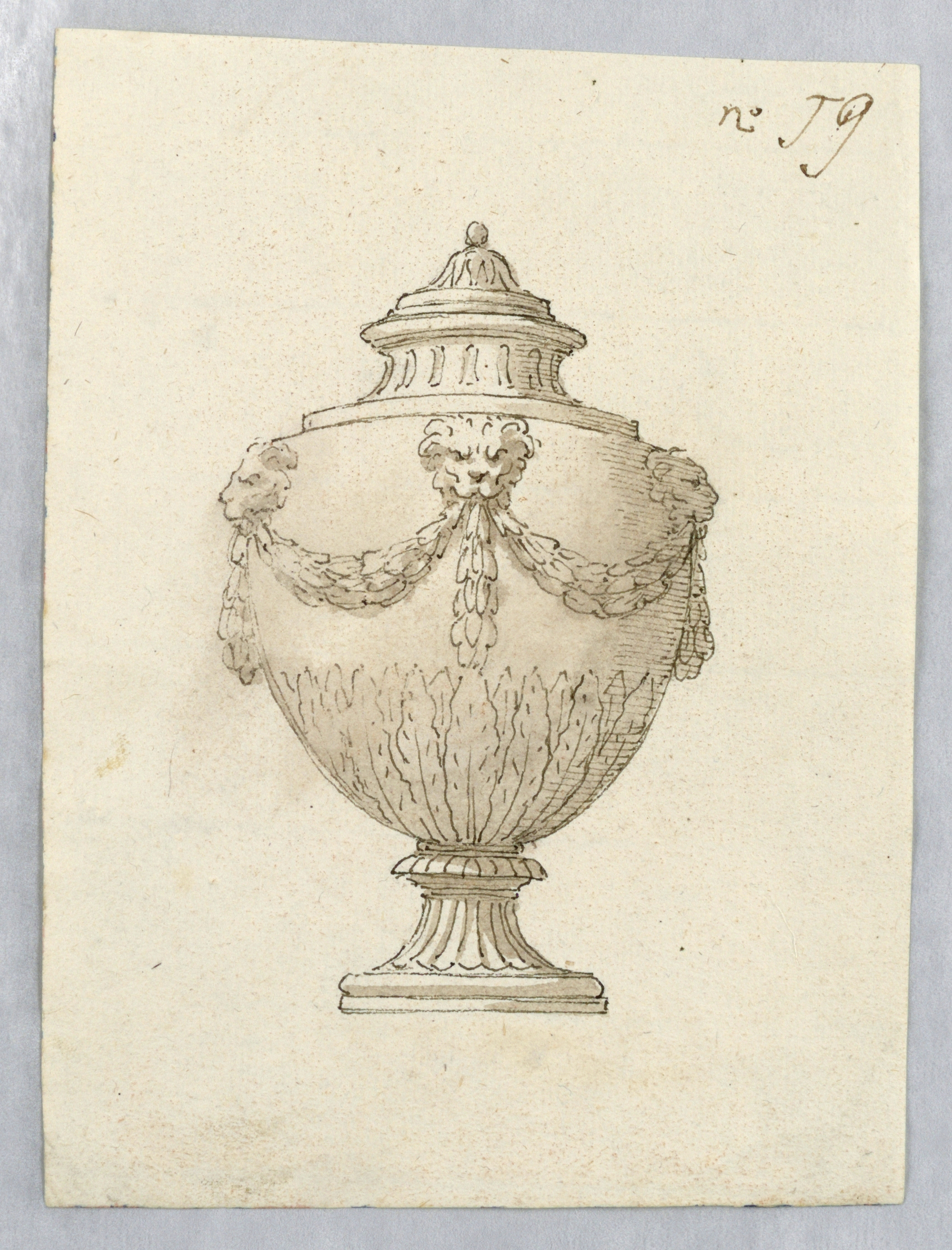
Design al unui vas decorat cu festoane, din secolul al XIX-lea, în Cooper Hewitt, Smithsonian Design Museum (New York City)
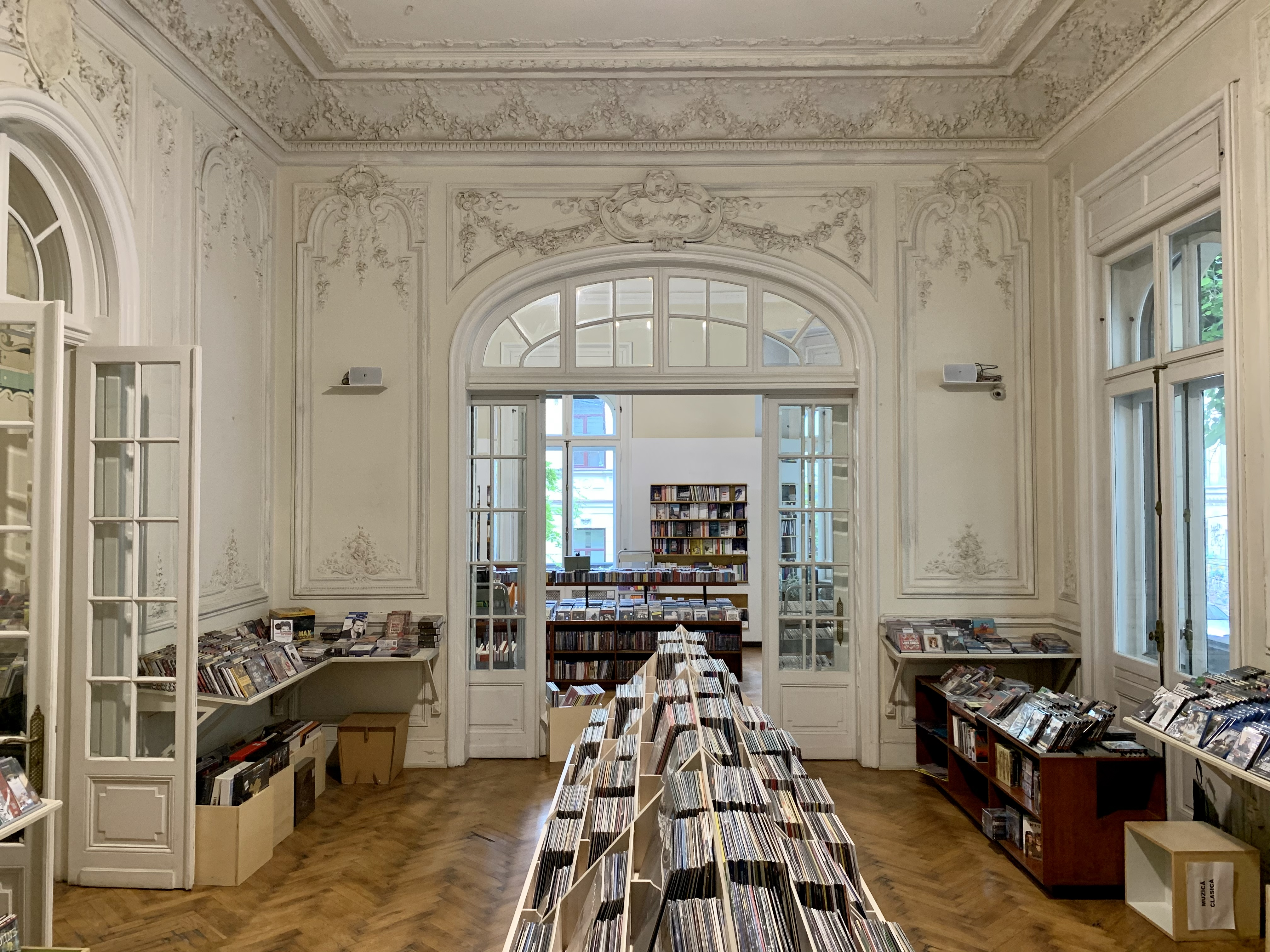
Stucaturi cu festoane desupra unei uși dintr-o casă din București
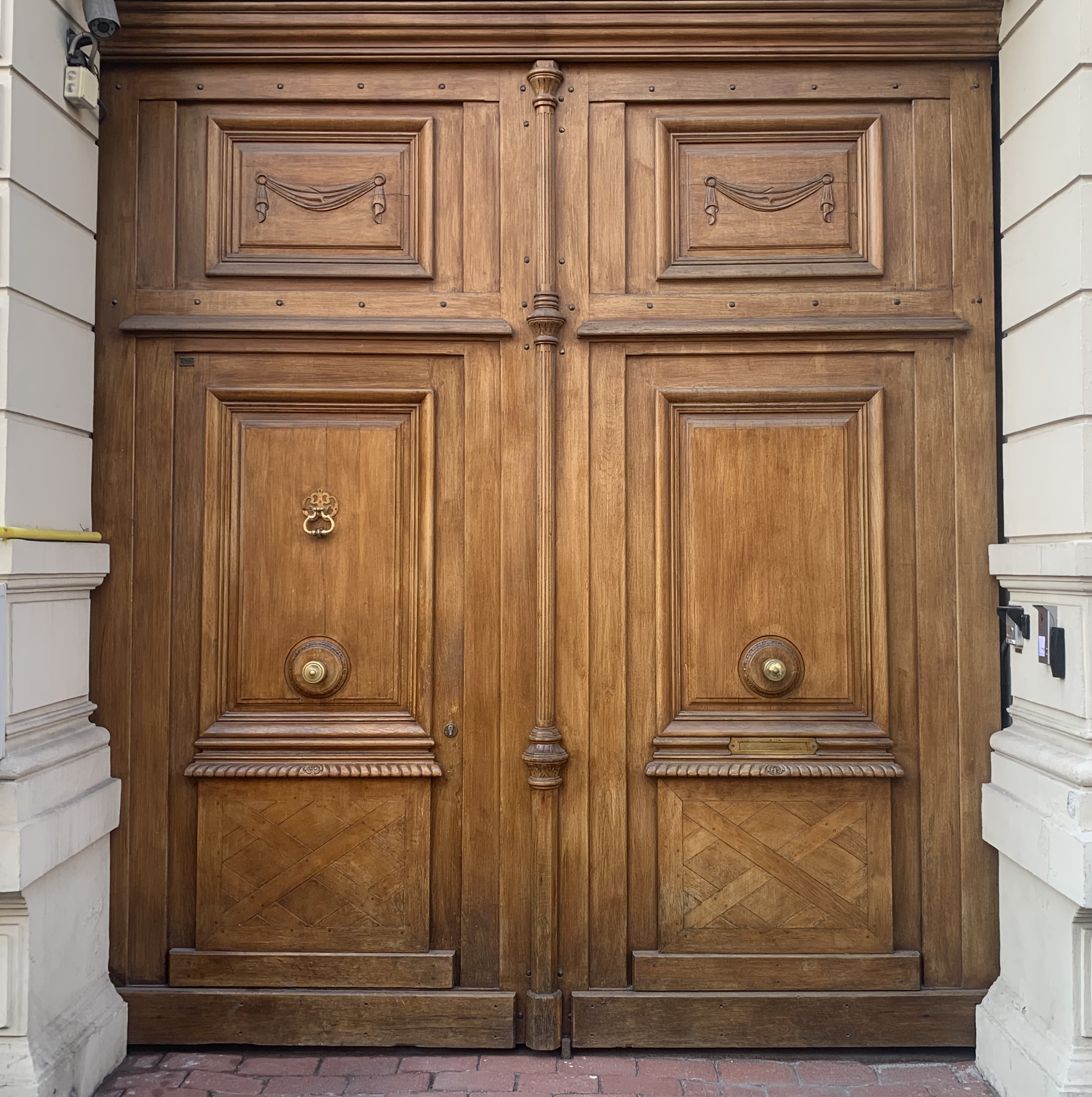
Ușă în București, decorată cu o pereche de festoane de draperie
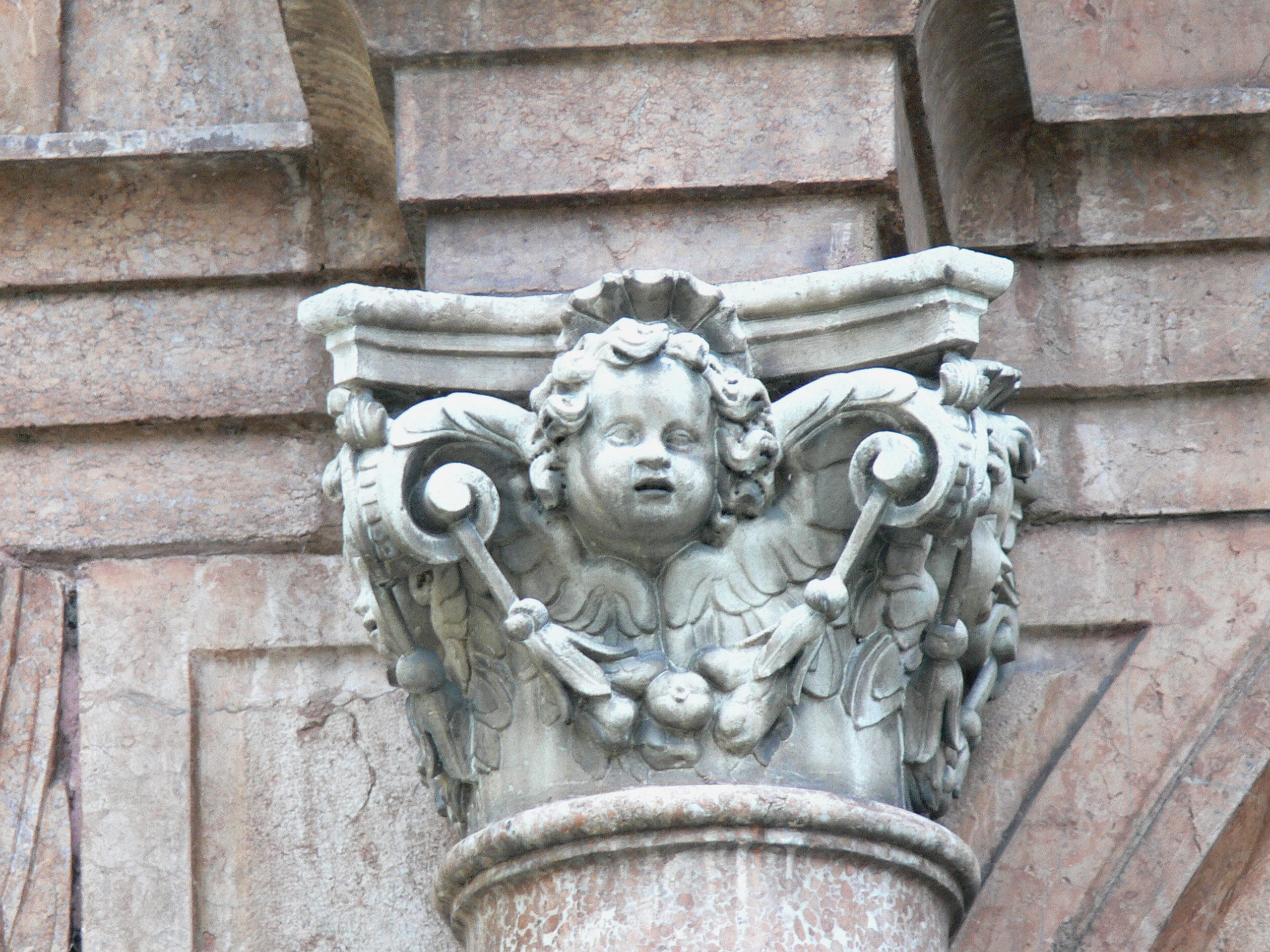
Capitel cu un îngeraș care ține un feston cu aripile sale, în Stiftskirche Mariae Himmelfahrt in Schlägl (Austria)